# Томас Вінтерберг
Томас Вінтерберг (дан. Thomas Vinterberg, нар. 19.05.1969) — данський кінорежисер, співавтор (разом з Ларсом фон Трієром) маніфесту «Догма 95». Творець першого фільму, знятого за правилами «Догми», — картини «Свято» (1998). У 1995 році Вінтерберг започаткував рух у кіномистецтві, коли разом із Ларсом фон Трієром заснував мистецьку концепцію "Догма95" - маніфест і набір правил, спрямованих на спрощення кіновиробництва і, таким чином, створення чіткішої комунікації з аудиторією. З моменту публікації маніфесту кілька данських та іноземних фільмів було знято відповідно до цього набору правил і концепції.

## Біографія
Томас Вінтерберг народився 19 травня 1969 року в Копенгагені. У дев'ятнадцять років Вінтерберг поступає в Данську національну кіношколу, яку з успіхом закінчує в 1993 році. Його дипломний проект — короткометражний фільм «Останній раунд» отримує нагороду продюсерів і приз журі на міжнародному студентському кінофестивалі в Мюнхені, а також перший приз на фестивалі в Тель-Авіві.
Його фільм "Субмарина" 2010 року був номінований на "Золотого ведмедя" на 60-му Берлінському міжнародному кінофестивалі. У 2012 році його фільм "Полювання" змагався за Золоту пальмову гілку Каннського кінофестивалю і був номінований на 86-ту церемонію вручення премії "Оскар" за найкращий фільм іноземною мовою.
У 2015 році він зняв "Далеко від шаленого натовпу", екранізацію відомого роману Томаса Гарді, з Кері Малліґан, Матіасом Шенеертсом, Майклом Шином і Томом Старріджем у головних ролях.
Вінтерберг возз'єднався з Маттіасом Шонаертсом у фільмі "Курськ", присвяченому катастрофі підводного човна "Курськ", що сталася у 2000 році.
У 2019 році Вінтерберг втратив свою доньку Іду в автокатастрофі, коли вона з матір'ю поверталася додому з Бельгії. Тому він присвятив їй "Ще один раунд" (Druk), знімаючи більшу частину фільму в її школі разом з однокласниками. Вінтерберг був номінований на премію "Оскар" за найкращу режисуру за цей фільм, який також отримав премію BAFTA за найкращий фільм не англійською мовою. Він також отримав премію "Оскар" за найкращий міжнародний повнометражний фільм; він присвятив цю нагороду Іді.
Наразі він працює над своїм першим режисерським проектом для телебачення - оригінальним шестисерійним серіалом під назвою "Сім'ї, як наша", який досліджує Данію недалекого майбутнього, коли країну поступово евакуюють через підвищення рівня моря.

## Фільмографія
- 1993 — Останній раунд / Sidste omgang (короткометражний)
- 1994 — Хлопчик, який ходив задом наперед / Drengen der gik baglæns (короткометражний)
- 1996 — Найбільші герої / De største helte
- 1998 — Свято / Festen (Спеціальний приз журі Каннського міжнародного кінофестивалю, Вінтерберг зіграв у епізоді (шофер таксі).
- 2000 — Третя брехня / Third Lie
- 2003 — Це все про кохання / It's All About Love
- 2005 — Люба Венді / Dear Wendy, за сценарієм Ларса фон Трієра
- 2007 — Повернення додому / En mand kommer hjem
- 2010 — Субмарино / Submarino
- 2012 — Полювання / Jagten
- 2015 — Подалі від шаленої юрми / Far from the Madding Crowd
- 2016 — Комуна / Kollektivet
- 2018 — Курськ / Kursk
- 2020 — Ще по одній / Druk